# Lissoblemma
Lissoblemma là một chi bướm đêm thuộc họ Geometridae.

## Các loài
- Lissoblemma hamularia
- Lissoblemma lunuliferata
- Lissoblemma viridifusa